# Casa al carrer de Baix, 3 (Borrassà)
La Casa al carrer de Baix, 3 és una obra de Borrassà (Alt Empordà) inclosa a l'Inventari del Patrimoni Arquitectònic de Catalunya.

## Descripció
Casa cantonera situada al centre del poble, de planta baixa i un pis i golfes i coberta terrassada Tota la façana està arrebossada i no podem veure el paredat original, exceptuant la cantonada carreuada La planta baixa té tres obertures, dues de les quals cegades, amb la porta d'accés carreuada, i amb una obertura a sobre amb la data 1892 a la dovella clau. Les obertures dels pisos superiors són en arc rebaixat i es troben emmarcades per una motllura. Les obertures del primer pis tenen un balcó amb barana de ferro forjat decorada amb motius vegetals.